# My Life (徳永英明の曲)
「My Life」（マイ ライフ）は、2004年9月1日に発売された德永英明33枚目のシングル。

## 概要
君は君でいたいのに/壊れかけのRadio」から1年ぶりのシングル。

## パッケージ仕様
通常盤と初回限定盤の2形態で発売。
通常盤はボーナス・トラック1曲「君と歩いていくんだ」を追加。
初回限定盤は「My Life」MVを収録したDVD付。MV監督は宮坂まゆみ。

## 収録曲
全曲　作詞・作曲：德永英明

### 初回限定盤
1. My Life (6:06)
  - 編曲：古川昌義
2. 僕が僕だけの救世主 (5:16)
  - 編曲：古川昌義
3. My Life （INSTRUMENTAL） (6:05)
4. 僕が僕だけの救世主（INSTRUMENTAL）(5:12)

### 通常盤
1. My Life (6:06)
2. 僕が僕だけの救世主 (5:16)
3. 君と歩いていくんだ (6:38)
  - 編曲：西脇辰弥
4. My Life（INSTRUMENTAL） (6:05)
5. 僕が僕だけの救世主（INSTRUMENTAL）(5:12)

## 収録アルバム

### My Life
- オリジナル『MY LIFE』（2004年9月29日）
- ベスト『SINGLES BEST』（2008年8月13日）

### 僕が僕だけの救世主
- オリジナル『MY LIFE』（2004年9月29日）
- ベスト『SINGLES B-side BEST』（2008年8月13日）